# أوسكار ويليس لاين
أوسكار ويليس لاين (بالإسبانية: Oscar Willis Layne)‏ هو دراج بنمي، (ولد في بنما في بنما 1918 – 2016 م).